# باكو جاوي

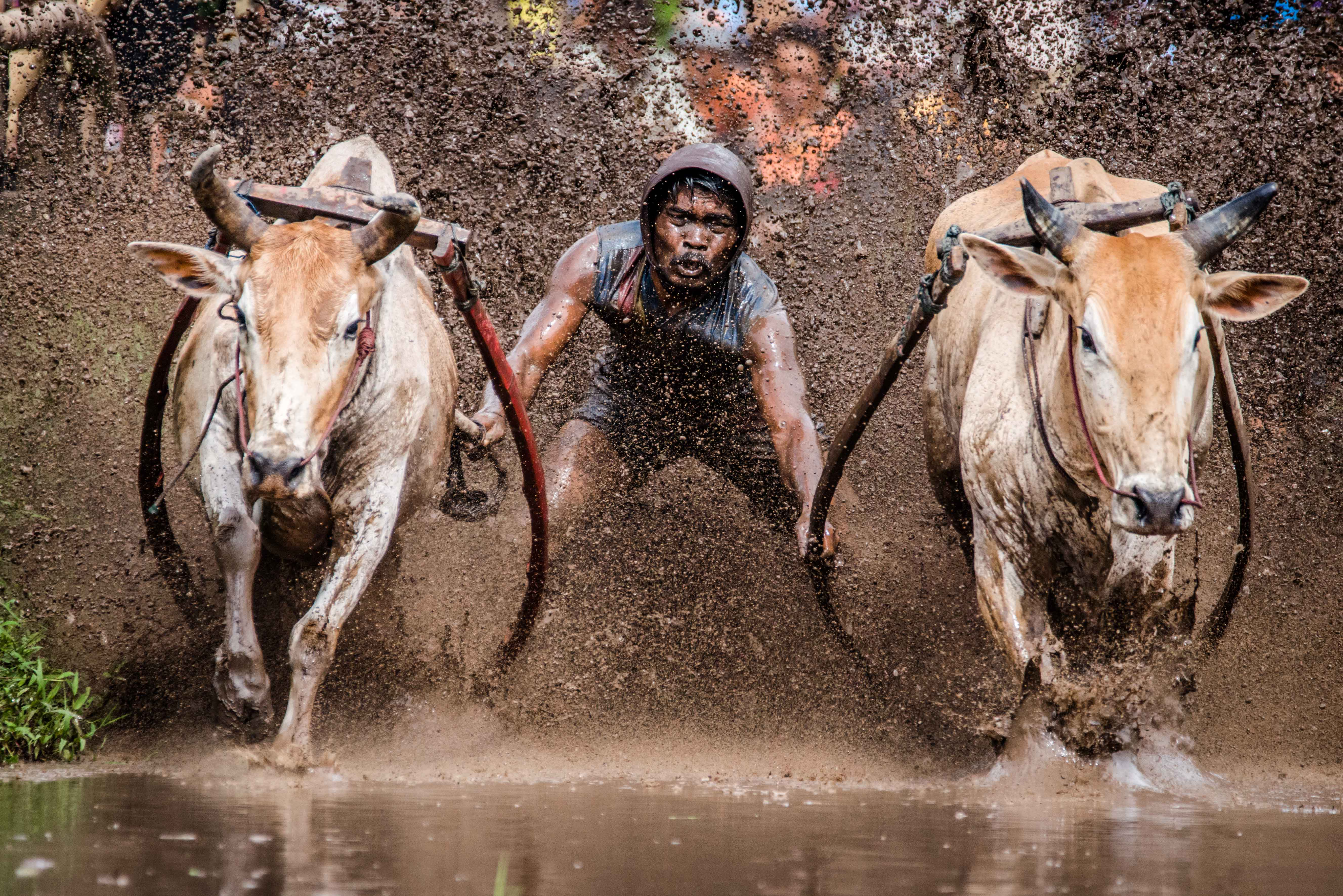
رياضة باكو جاوي سنة 2015

باكو جاوي (بالجاوية:Pacu jawi)، هي مهرجان سنوي يقوم بالسباق التقليدي للثيران في تانار داتار، مقاطعة سومطرة الغربية، سومطرة، إندونيسيا، وهي تهدف بانطلاق سرعة الثور علىّ مسار الوحل في حقل الأرز، بحيث يحتفل الفائز بجمع عدد من الأرز، ويتم بيع الثور بأغلىّ الأثمان حسب سرعته.